# Idaea seabraria
Idaea seabraria là một loài bướm đêm trong họ Geometridae.